# Georgios Giokotos

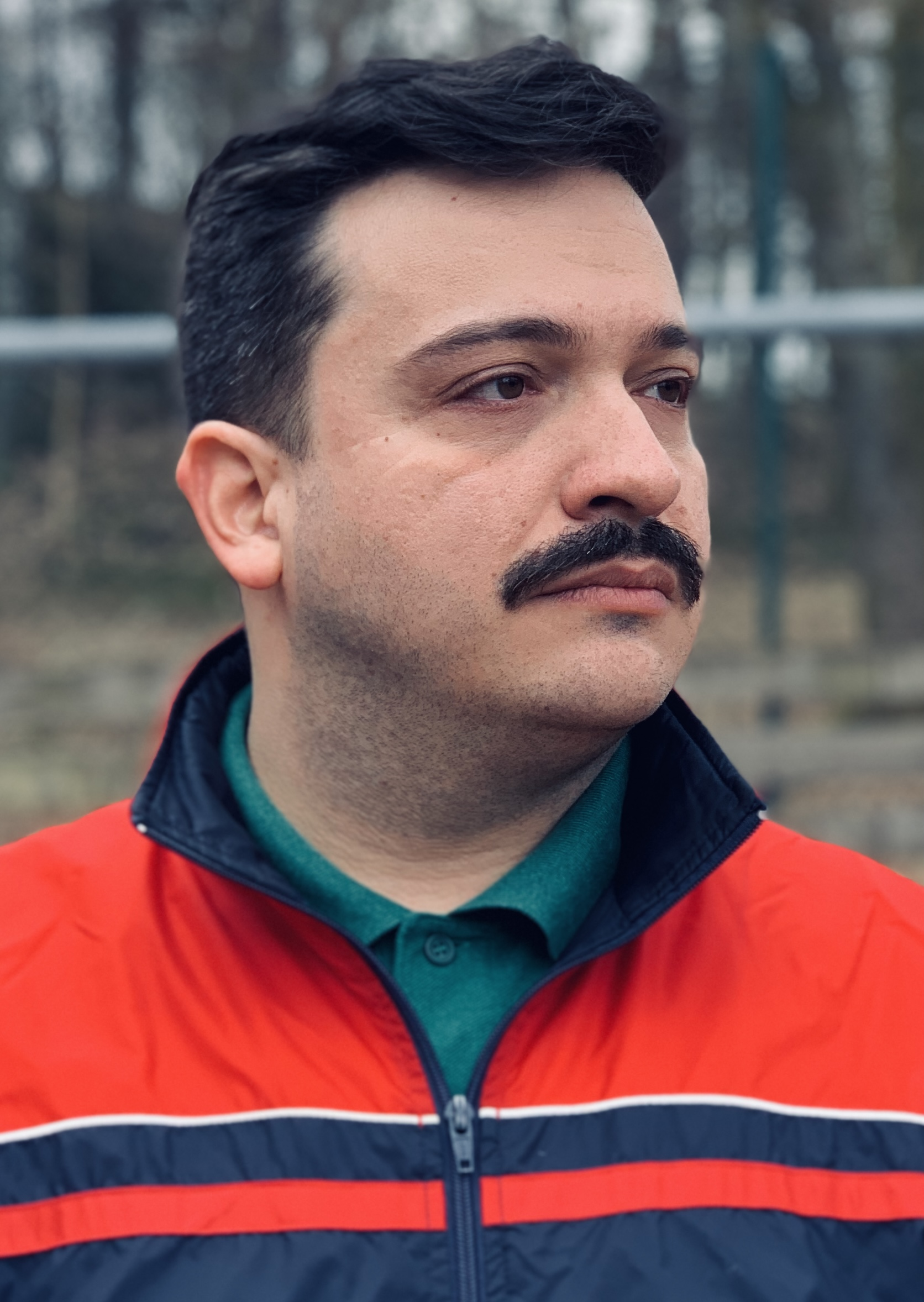
Georgios Giokotos

Georgios Giokotos, född 23 oktober 1986, är en grekisk-svensk skådespelare och regissör.

## Biografi
Georgios Giokotos utbildade sig i skådespeleri vid National Theatre of Northern Greece (2010) och avlade en konstnärlig masterexamen i Contemporary Performative Arts vid Göteborgs universitet (2018), där hans masteruppsats Time as a Tool undersöker tidens roll inom scenkonsten.

## Teater
Bland annat spelade han huvudrollen som Kurt i Kurt Quo Vadis? (2023–2024), regisserad av Erik Holmström vid Regionteatern Blekinge och Kronoberg. Föreställningen nominerades till Barn- och ungdomsteaterpriset av Svenska Teaterkritikers Förening, som hyllade Georgios ”mästerliga fysiska (tragi)komiska skådespeleri”.

## Filmografi
- 2024 – XXL

Inom filmen hade Georgios huvudrollen som Enzo i XXL (2024), som premiärvisades på Göteborg Film Festival, deltog i flera internationella festivaler och visades på biografer runt om i Sverige.